# Île Stansbury
L'île Stansbury, ou Stansbury Island, est la deuxième plus grande île du Grand Lac Salé dans le comté de Tooele en Utah (États-Unis).

## Géographie
Elle s'étend sur environ 18,5 km de longueur pour une largeur d'environ 7,2 km. 

## Histoire
Elle tient son nom du topographe Howard Stansbury qui dirigea une expédition sur le lac en 1849.